# Dragon Ball Z: Battle of Gods
Dragon Ball Z: Battle of Gods (no Brasil: Dragon Ball Z: A Batalha dos Deuses; e em Portugal: Dragon Ball Z: Batalha dos Deuses) é um filme de animação japonês dirigido por Masahiro Hosoda. Sua estreia nos cinemas do Japão se deu em 30 de março de 2013.
É o décimo-oitavo filme da franquia de animes Dragon Ball, criada por Akira Toriyama, o primeiro da franquia cinematográfica Dragon Ball Z, e também considerado uma parte oficial do enredo, sendo definido entre os capítulos 517 e 518 do mangá original, com Toriyama profundamente envolvido na produção. A trama envolve Bills, o Deus da Destruição, que busca um adversário digno de seu poder e viaja, junto com seu companheiro Whis, para a galáxia do norte a fim de desafiar Goku para uma batalha.
No Brasil, Dragon Ball Z: Battle of Gods foi distribuído pela Diamond Films e sua estreia se deu a 11 de outubro de 2013. A dublagem feita no estúdio Unidub utilizando-se a maioria dos dubladores usados na série de anime foi exibido apenas no cinemas.
O primeiro arco da história de Dragon Ball Super, a mais nova série de anime canônica da franquia Dragon Ball, conta os eventos da Batalha dos Deuses. Alguns detalhes foram alterados, cenas adicionadas e diálogo expandidos para cobrir o arco de 14 episódios.

## Sinopse
Os eventos de Battle of Gods ocorrem 6 meses após a batalha com Majin Boo, que determinou o destino de todo o universo. Bills é o deus da destruição, e tem a tarefa de manter algum tipo de equilíbrio no universo. Depois de acordar de um longo sono, Bills é visitado por Whis e ele descobre que o galáctico Freeza foi derrotado por um Super Saiyajin do Quadrante Norte do universo, chamado Goku, que também é um ex-aluno do Senhor Kaiō do Norte.
39 anos atrás, quando Goku ainda criança foi encontrado por Son Gohan, o Peixe do Oráculo através de seus poderes proféticos contou a Bills que um forte oponente iria aparecer para enfrentá-lo, Bills, junto de seu misterioso ajudante, Whis, sai a procura desse guerreiro: Goku, que estava no planeta do Senhor Kaiō. Lá, ele o desafia, e mesmo com os avisos do Senhor Kaiō, Goku transformado em Super Saiyajin 3 começa a lutar, e é derrotado facilmente. Bills então vai embora, dizendo sua observação sinistra de "Não há ninguém mais digno na Terra para destruir?".
Procurando por guerreiros mais fortes, Bills vai à Terra. Os heróis e seus amigos estão na Corporação Cápsula, onde eles estão comemorando o aniversário de Bulma. Bills enfrenta e facilmente derrota um após o outro ― Kuririn, Gohan, Piccolo, Goten, Trunks, Tenshinhan, Pilaf, Vegeta.
Goku chega com as sete bolas do dragão para invocar Shenlong e saber sobre os misterios do Deus Super Saiyajin. E assim, goku faz um ritual com cinco saiyajins, surgindo a poderosa nova forma.

## Elenco
| Personagem    | Intérprete                  |
| ------------- | --------------------------- |
| Goku          | Masako Nozawa               |
| Vegeta        | Ryō Horikawa                |
| Gohan         | Masako Nozawa               |
| Piccolo       | Toshio Furukawa             |
| Kuririn       | Mayumi Tanaka               |
| Yamcha        | Tōru Furuya                 |
| Tenshinhan    | Hikaru Midorikawa           |
| Chaos         | Hiroko Emori                |
| Trunks        | Takeshi Kusao               |
| Goten         | Masako Nozawa               |
| Pual          | Naoko Watanabe              |
| Oolong        | Naoki Tatsuta               |
| Mestre Kame   | Masaharu Satō               |
| Bulma         | Hiromi Tsuru                |
| Chi-Chi       | Naoko Watanabe              |
| Andróide#18   | Miki Itō                    |
| Mr. Satan     | Unshō Ishizuka              |
| Majin Boo     | Kōzō Shioya                 |
| Videl         | Yūko Minaguchi              |
| Dende         | Aya Hirano                  |
| Pilaf         | Shigeru Chiba               |
| Shenlong      | Kenji Utsumi                |
| Senhor Kaio   | Jōji Yanami                 |
| Gotenks       | Masako Nozawa Takeshi Kusao |
| Rei Cutelo    | Ryūzaburō Ōtomo             |
| Mai           | Eiko Yamada                 |
| Shu           | Tesshō Genda                |
| Sr.ª Briefs   | Yoko Kawanami               |
| Bills         | Kōichi Yamadera             |
| Whis          | Masakazu Morita             |
| Peixe Oráculo | Shoko Nakagawa              |
| Policial      | Kaori Matsumoto             |
| Kibitoshin    | Yūji Mitsuya                |
| Daikaioshin   | Jōji Yanami                 |
| Narrador      | Joji Yananami               |

## Produção
Em julho de 2012, o filme foi anunciado, embora ainda sem título definido, na edição 33 da revista Weekly Shonen Jump. Masahiro Hosoda, que dirigiu vários episódios de Dragon Ball Z em 1992, foi escolhido para dirigir o filme, Yusuke Watanabe para escrever o roteiro, Tadayoshi Yamamuro como supervisor de animação e Hiroshi Katō como diretor de arte. A revista e site oficial da Shonen Jump também publicou uma nota de Akira Toriyama sobre o filme, confirmando seu envolvimento no roteiro. Toriyama, o criador da série Dragon Ball, disse que essa é a primeira vez que ele tem sido tão profundamente envolvido na produção de um anime, neste caso, desde o estágios de roteiro. Ele também disse que o filme manteria a atmosfera original intacta, e acrescentando um pouco de sabor moderno. Toei Animation fez um comunicado à imprensa dias depois, em 17 de julho de 2012.
O fenômeno global Dragon Ball está sendo produzido em filme usando as mais novas tecnologias da Toei Animation, consistentemente realizado como um trabalho de Toriyama, com o autor original Akira Toriyama se envolvendo profundamente pela primeira vez desde a fase de roteiro. Será um episódio entre as séries animadas “Z” e “GT” ou, em outras palavras, na década em branco entre o final da batalha com Majin Boo no capítulo 517 e o capítulo 518 do mangá, sendo representado pela primeira vez. Personagens bem conhecidos e charmosos como Kuririn, Piccolo e Vegeta farão suas aparições. Uma nova história na história oficial de Dragon Ball nasce, nem spin-off nem side-story, que pode ser apreciado por crianças e pais, fãs de mangá e fãs de anime.

## Recepção e crítica
Apesar de o filme ter recebido críticas variadas, foi um sucesso no Brasil levando 155.456 pessoas a sua estreia nos cinemas nacionais, ficando em segundo lugar nas bilheterias.

## Jogo eletrônico
Para promover o filme no Brasil, foi lançado um jogo gratuito intitulado Dragon Ball Z: A Batalha dos Deuses - O Jogo. Foi desenvolvido pelas empresas Aiyra e Duckbill, sob autorização da distribuidora Diamond Films. O lançamento do jogo ficou a cargo da também brasileira Nuuvem. O game está disponível para download gratuito, e possui versões para Windows, Mac e Linux. A critica ao game foi bastante positiva, como no portal TechTudo.